# علم الإنسان الثقافي-الاجتماعي
علم الإنسان الثقافي-الاجتماعي (بالإنجليزية: Sociocultural anthropology)‏  هو «لفظ منحوت» يجمع بين علم الإنسان الثقافي وعلم الإنسان الاجتماعي، وهو أحد حقولِ عِلْم الأجناس البشريةِ الأربعة (الدراسة الشمولية للإنسانيةِ). طُوّرَ هذا العلم في الولايات المتّحدةِ، وهو فرعُ من عِلْم الأجناس البشريةِ الذي طوّرَ وروّجَ "للثقافةِ" كمفهوم علمي ذو مغزى، ودَرسَ الاختلافَ الثقافيَ بين البشرِ، وفَحصَ تأثيرَ العملياتِ الاقتصاديةِ والسياسيةِ العالميةِ على الحقائقِ الثقافيةِ المحليّةِ. بعض الجامعات مثل جامعة بوسطن  وجامعة نيويورك يدرسونه كتخصص أكاديمي دراسي.

## الثقافة والتجارب
جادلَ علماء الإنسانيات بأنّ الثقافةِ «طبيعة بشرية» وبأنّ كُلّ الناس عِنْدَهُمْ قدرة لتَصنيف التجاربِ.
يكتسبُ البشرُ ثقافتهم (بالإنجليزية: Cultural anthropology)‏ من خلال عمليات التثقف والتربية (بالإنجليزية: enculturation)‏، فالذين يَعِيشونَ في أماكنِ مختلفةِ أَو ظروفِ مختلفةِ قَدْ يُطوّرونِ ثقافاتَ مختلفةَ. وأشارعلماء الإنسانيات إلى أنّ الناسِ يُمْكِنُ أَنْ يَتكيّفوا مع بيئتِهم بطرقِ غيرِ وراثيةِ، إذ أن الناس الذين يَعِيشونَ في بيئاتِ مختلفةِ يطورون لأنفسهم ثقافاتُ مختلفةُ في أغلب الأحيان. مُعظم النظريةِ الأنثروبولوجيّةِ نَشأتْ وتَهتمُّ بدراسة الثقافات المحليّة (ثقافات معيّنة) والثقافات العالمية (الطبيعة البشرية العالمية، أَو الارتباطاتِ بين الناسِ في الأماكنِ والظروف المُتميّزةِ).